# Méthamidophos
Le méthamidophos, ou O,S-diméthyl phosphoramidothioate, est une substance active insecticide de la famille des organophosphorés utilisée en particulier pour la protection des cultures de riz.